# جنان موسى
جنان موسى (مواليد 1984) صحفية لبنانية تعمل في قناة الآن.

## عن حياتها
درست في الجامعة الأمريكية للعلوم والتكنولوجيا، ثم بدأت عملها في قناة الآن كمراسلة ميدانية في ليبيا، مالي، سوريا و ألمانيا.
أبرز أعمالها كانت مقابلات مع أفراد من داعش مثل أليكسا كوتي و زوجة دينيس كوسبيرت.
في عام 2008، ربحت جائزة غسان تويني أثناء دراستها.